# De Juwelen van Gaga-Pan
De Juwelen van Gaga-Pan is het zevende stripverhaal van Nero. De eerste negen klassieke avonturen verschenen onder de titel De avonturen van detective Van Zwam. De reeks wordt getekend door striptekenaar Marc Sleen. De Nieuwe Gids publiceerde voorpublicaties tussen 14 september 1949 en 16 januari 1950, de eerste albumuitgave verscheen in 1950.

## Hoofdrollen
- Detective Van Zwam
- Jef Pedal
- Nero

## Plot
Na zijn avonturen in Brazilië, (zie De Blauwe Toekan), keert Nero terug naar de alledaagse sleur van schotels wassen. Een busreisje met Van Zwam naar Waterloo belooft een welkome afwisseling te worden. De vrienden stappen echter in de verkeerde bus en komen terecht in het Zuid-Franse Cannes. Van Zwam stelt voor schotels te wassen om de terugreis te betalen, maar Nero ziet dit niet zitten en loopt weg. In het rioolputje van de Nationale Bank ontdekt hij stapels bankbiljetten die Van Zwam goed van pas komen. Hij wil namelijk de diefstal van de juwelen van Gaga-Pan, de rijkste man ter wereld, oplossen. Hij brengt Nero bij het wrak van Gaga-Pans auto waar diens juwelen werden ontvreemd. Van Zwam vermoedt dat de Corsicaanse bandiet Gigli-Gagli achter de misdaad zit en laat Nero zijn vingerafdrukken op de auto zetten. Nero moet namelijk ervoor zorgen dat de politie hem oppakt als de dader, zodat Van Zwam rustig op zoek kan gaan naar Gigli-Gagli. Van Zwam neemt het vliegtuig naar Gigli-Gagli's schuilplaats, terwijl Nero zich met veel moeite probeert te laten arresteren. Eénmaal in de cel ontdekt Nero dat Van Zwams vliegtuig (dat het ongeluksgetal "13" droeg) is neergestort en in het ziekenhuis ligt met een overgebeten tong waardoor hij maandenlang niet zal kunnen spreken. Nero wordt ondervraagd, onder meer ook 's nachts, door hem een waarheidsserum toe te dienen. De directeur van de gevangenis, Mr. Crapaud, probeert te ontdekken of Nero weet waar de juwelen zijn, maar besluit hem te laten executeren als hij niets te weten komt. Nero doet enkele ontsnappingspogingen, maar wordt uiteindelijk op de elektrische stoel gezet. Gelukkig blijkt de stroom uitgevallen en biedt Nero zelf aan ze te herstellen. Hij laat de elektriciteit uitvallen en ontsnapt door met een handgranaat een bres in de gevangenis in te gooien en dan per jeep weg te rijden. Daarbij laat hij ook alle andere gevangenen vrij waardoor er meteen een gevangenisopstand begint.
Inmiddels besluit de Bende van Gigli-Gagli ook de juwelen van Gaga-Pans schoondochter Rita Fleemworst te stelen. Ze verstoppen zich in een lege biertonnen die naar Gaga-Pans paleis worden vervoerd. Nero klautert ook in een van deze tonnen en hoort hun plannen. Hij probeert Ali Pan, de zoon van Gaga-Pan, op zijn feest te waarschuwen voor de diefstal, maar deze gelooft hem niet en stuurt hem weg. Wanneer de diefstal inderdaad plaatsvindt, wordt Nero's onschuld bewezen en zetten Ali en hij meteen de achtervolging in. Tijdens hun tocht worden ze echter door de bende van Gigli-Gagli gevangengenomen. Ze nemen het vliegtuig en smijten Nero naar beneden. Nero kan zich echter tijdig vastgrijpen aan het landingstoestel en komt door stom toeval uiteindelijk in Gigli-Gagli's schuilplaats terecht alvorens de bandieten er aankomen. Net wanneer ze Nero willen executeren, valt Van Zwam met een politiemacht de hut aan. Gigli-Gagli laat zijn handlangers de hut en Ali Pan verdedigen, maar vlucht zelf via een geheime gang naar buiten. Nero achtervolgt hem, wordt aan de grens tegengehouden, belandt in de cel, ontsnapt per auto, botst tegen Gigli-Gagli's auto aan en raakt betrokken in een tweegevecht boven een ravijn. Net wanneer de bandiet Nero in de afgrond wil werpen daagt Van Zwam op. Nero wordt echter toch in de diepte gegooid, maar blijft op een tak hangen. Van Zwam haalt hem eruit, maar Gaga-Pan ontsnapt in de tussentijd opnieuw. Hij wordt door Jef Pedal uit de autoband bevrijd waarin Van Zwam hem had vastgemaakt en neergeslagen. Nero ontdekt inmiddels dat hij Gigli-Gagli's jas nog aan heeft waarin de gestolen juwelen zitten. Met behulp van het "paard" ("de ezel") van Sinterklaas zetten Van Zwam, Jef Pedal en Nero opnieuw de achtervolging in, maar worden in een hinderlaag gelokt. Het paard redt hen van de verdrinkingsdood en het drietal vervolgt per sloep zijn weg. Wanneer de boot echter zinkt worden ze door een duikboot opgepikt die hen vraagt: "À l' eau?" ("In het water"), waarop Nero "Allo" ("Hallo") antwoordt. Gigli-Gagli is inmiddels met een handlanger in Cannes geland waar hij de grote baas wil waarschuwen. Ze klimmen in het rioolputje onder de Nationale Bank waar Nero eerder al de bankbiljetten vond. Gigli-Gagli en zijn handlanger worden door Nero en co neergeslagen, maar de grote baas ontvlucht doordat Nero per ongeluk Jef Pedal heeft neergeslagen. Van Zwam volgt hem, maar de grote baas (die Crapaud blijkt te zijn) schiet hem neer. Als Nero het hoort slaat hij Crapaud K.O. en sleept hem terug naar Van Zwam die slechts gewond in de schouder is. Crapaud weet opnieuw te ontkomen en zet de riolen onder water. Nero en Jef weten boven water te blijven door een rioolrooster te bereiken. Crapaud overtuigt bovengronds twee van zijn agenten om Nero en Jef door het rioolputje heen dood te schieten. Net op dat moment rekent Van Zwam Crapaud in en grijpt Nero ook Crapauds been vast zodat hij niet kan ontsnappen. De bandieten worden gevangengenomen en de juwelen terugbezorgd aan de oorspronkelijke eigenaars. Het verhaal eindigt met een groot banket bij Aga en Ali Khan.

## Achtergronden bij het verhaal
- De reisagent in stroken 1-2 is een karikatuur van Jan De Spot, hoofdredacteur van de krantengroep waar Sleen toen voor werkte. In strook 124 zien we hem weer in een fantasie waarin Nero zich zijn grafrede voorstelt. En in strook 202 en 204 zien we hem genieten van alcohol.
- Gaga-Pan is gebaseerd op Aga Khan III, een islamitische leider die toen de rijkste man ter wereld was. Zijn zoon, Ali Khan, was getrouwd met Hollywoodactrice Rita Hayworth, die in dit album "Rita Fleemworst" wordt genoemd. Ook de diefstal zelf is gebaseerd op waar gebeurde feiten. Op 3 augustus 1949 werden namelijk de echte juwelen van Aga Khan gestolen.
- De agent in strook 19-21 praat over bokser Marcel Cerdan die "gehakt zal maken van La Motta". In werkelijkheid werd Cerdan door Jake La Motta verslagen. Bovendien kwam Cerdan op 28 oktober 1949 om het leven in een vliegtuigongeluk, terwijl dit verhaal in de krant liep.
- Op de gevangenismuren in strook 30-31 lezen we slogans als "Vive la devaluation!", "Heil Hitler", "Encore 6828371 jours", "Vive Pétain" en "Vive le Negus". In strook 45 lezen we "Leve Freud!"
- Mr. Crapauds naam betekent pad en is zelf een karikatuur van Jan Merckx, de toenmalige redacteur van de krant De Nieuwe Standaard. In het vorige album, De Erfenis van Nero, had hij al een gastrol als journalist. In het album De Totentrekkers (1971) trad hij weer op, ditmaal als Oom Omer.
- Nero wordt in strook 146 "Baddevinus" genoemd.
- Nero overweegt in strook 47 een brief te schrijven naar Marc Sleen om hem te komen bevrijden.
- In strook 58-60 heeft Pollopof, een andere stripfiguur van Marc Sleen, een cameo als cipier. In strook 193-201 duikt hij opnieuw op als agent.
- Een van Gigli-Gagli's gangsters in strook 62 heet "Lange So", een naam die Sleen later aan een van De Lustige Kapoentjes zou geven.
- Nero springt van zijn rijdende auto op een rijdende vrachtwagen met de woorden: "Als Fra Diavolo het kan waarom zou ik het dan niet kunnen?!"
- De scène waarin rovers zich verbergen in drankvaten doet denken aan een soortgelijke scène in Ali Baba.
- In strook 88 worden diverse hoge gasten uitgenodigd, zoals de Graaf en Gravin van Windsnor, de sjah van Perzië, de sultan van Marokko en graaf van Haring tot Sloten, een naam die Sleen nog regelmatig zou laten opduiken in de reeks.
- Achiel Van Acker, Henri Carton de Wiart, Joseph Van De Meulebroeck en Generaal Charles de Gaulle vallen te herkennen in strook 89.
- In strook 105 verzucht Nero voor de eerste keer zijn bekende uitspraak: "Als 't hier nog lang gaat duren zal 't hier rap gedaan zijn."
- In strook 138 zien we voor het eerst Sinterklaas en zijn "paard" (een sprekende zwarte ezel) in de stripreeks verschijnen. Ze zouden nog erg vaak terugkeren wanneer het tijdens de krantenpublicatie Sinterklaasfeest was.
- De scènes in de riolen lijken qua sfeer geïnspireerd op de film The Third Man (1949) die rond dezelfde tijd in de bioscopen liep.
- Hetzelfde geldt voor het begin van het album: Nero bekent een diefstal die hij niet heeft gepleegd en Van Zwam (zijn alibi) zit in een vliegtuig dat is neergestort. Dit is bijna een één-op-één kopie van de film Jail Bait (1937) met Buster Keaton in de hoofdrol.